# 陶巴尔
陶巴尔（Thoubal），是印度曼尼普尔邦陶巴尔县的一个城镇。总人口41149（2001年）。

## 人口
该地2001年总人口41149人，其中男性20730人，女性20419人；0—6岁人口5402人，其中男2743人，女2659人；识字率69.35%，其中男性为80.15%，女性为58.38%。